# کای پروگر
کای پروگر (انگلیسی: Kai Pröger؛ زادهٔ ۱۵ مهٔ ۱۹۹۲) بازیکن فوتبال اهل آلمان است.
از باشگاه‌هایی که در آن بازی کرده‌است می‌توان به باشگاه فوتبال روت‌وایس اسن اشاره کرد.